# Hilara caerulescens
Hilara caerulescens är en tvåvingeart som beskrevs av Oldenberg 1916. Hilara caerulescens ingår i släktet Hilara och familjen dansflugor. Inga underarter finns listade i Catalogue of Life.